# 까칭주
까칭주(버마어: ကချင်ပြည်နယ် 까칭•삐내)는 미얀마 최북단의 주이다.
북쪽과 동쪽으로 중국과 접하고 남쪽은 샨주, 서쪽은 세가잉도와 인도와 접한다. 주도는 밋지나이고 도시로 반머와 뿌따오가 있다. 꺼친주에는 미얀마에서 가장 높은 산으로, 히말라야산맥의 남쪽 끝을 구성하는 하카보 라지(5,889m)와 가장 큰 호수인 인도지호가 있다.

## 지리
미얀마 북부에 위치하고 국내적으로는 남동쪽은 샨주, 서남쪽은 저가잉도, 국제적으로는 동쪽은 중화인민공화국 운남성, 서북쪽은 인도 아루나찰프라데시주, 북쪽은 티베트에 접한다.
기후는 대부분 온대 동계건조기후(Cw)에 해당하고 미얀마 최고봉이자 동남아시아 최고봉인 까까보라지산 부근은 고산기후 및 특이하게도 온대 해양성기후(Csb)가 나타난다.

## 역사
1947년 2월 12일에 아웅산의 버마 정부는 꺼친족, 샨족, 친족과 판롱 회의를 가졌다. 협정은 '변경 지역의 내부 행정의 완전한 자치'에 원칙적으로 동의하였고 제헌 의회에 의해 꺼친주 창설이 계획되었다. 꺼친 자치주는 1948년에 영국령 버마로부터 독립한 후에 반모군, 미찌나군, 뿌따오군을 합쳐서 형성되었다. 광대한 산지 지역은 꺼친족이 우세했지만 철도 주변과 남부 계곡은 샨족과 버마족이 다수였다. 서북쪽의 경계는 중국 정부가 18세기 이래로 꺼친주의 서북쪽 절반을 중국의 영토라고 주장해 1960년대까지 경계가 확정되지 않았다. 1960년에 이지역 일부를 차지하고 있던 국민당군 패잔병을 중화인민공화국과 버마가 공동으로 소탕하기로 하면서 중화인민공화국은 영국이 무단 점령한 일부 영역을 돌려받는 대신 장신포의 영유권을 인정하였다. 중화민국 정부는 장신포를 아직도 자국의 영토라고 주장하고 있다.
꺼친군은 예전에는 버마군의 중요한 일부를 구성하였다. 1962년에 네 윈의 집권으로 버마 연방이 폐기되면서 꺼친군은 철수해 꺼친독립기구(KIO)하의 꺼친 독립군(KIA)을 형성했다. 주요 마을과 철도 주변을 제외하고, 1960년대 중반부터 1994년까지 꺼친주는 사실상 독립되어 있었다. 경제의 기반은 중국과의 밀무역, 경옥 교역과 마약이었다. 1994년에 미얀마군이 KIO로부터 일부 경옥 광산을 빼앗은 후에 평화 조약이 서명되어 미얀마 군부의 지도하에 KIO는 계속해서 주의 대부분을 실질적으로 통치하는 것을 허락받았다. 정전은 즉각적으로 KIO와 KIA로부터 평화 협정에 반대하는 수많은 당파가 떨어져 나가는 계기가 되었고 지금도 여전히 정치적으로 극히 불안정한 상태이다.

## 행정 구역
- 반모군(Bhamo District)
- 미찌나군(Myitkyina District)
- 뿌따오군(Putao District)

## 인구
주의 150만 명의 주민 대다수는 꺼친족(징포족)이다. 꺼친족은 본래 6개 종족의 연합 명칭인데 이들은 다수 종족인 징포족을 비롯하여 라워(마루)족, 라왕족, 라칱족, 자이족 드리고 리수족이다. 주에는 또한 버마족과 샨족도 살고 그외 나가족, 인도계, 중국계 등 약간의 무슬림 등 다른 종족도 살고 또한 약간의 티베트족이 살고 있다. 꺼친주는 기독교가 가장 우세하고 전통 종교인 '낫'을 신봉하는 자들도 아직 있으며 불교는 미미하여 버마족만 주로 신봉하는 편이다. 그외 힌두교, 도교, 이슬람도 있다. 꺼친어인 징포아가 주에서 가장 많이 쓰이는 언어이며 버마어는 학교에서 미얀마 공통어로 가르치고 사용하기 때문에 대부분 타운 지역에는 이중 언어로 사용된다.

## 경제
꺼친주의 경제는 농업을 기반으로 한다. 주요 작물은 쌀, 사탕수수이다. 광물로는 금, 비취옥 (경옥)이 생산되고, 목재로는 티크 목이 생산된다.

## 교육
- 반모 대학교
- 미찌나 대학교
- 꺼친 신학대학

## 교통
- 반모 공항
- 미찌나 공항
- 뿌따오 공항

## 같이 보기
- 꺼친족
- 미승인 국가 목록